# Youssef Adnane
Youssef Adnane, né le 16 juillet 1985 à Mulhouse, est un footballeur franco-marocain devenu entraîneur.
Adnane évolue pendant sa carrière de joueur au poste d'attaquant. Il évoluait notamment en Ligue 1 avec le Stade Malherbe Caen puis Évian Thonon Gaillard. 
Après sa retraite de joueur en 2017, il devient entraîneur. Il dirige brièvement le FC Mulhouse en 2022.

## Biographie

### Carrière de joueur
Les parents de Youssef Adnane sont d'origine marocaine. Après avoir évolué dans toutes les équipes de jeunes du FC Mulhouse, de poussin à l'équipe de CFA2 en passant par l'équipe universitaire de l'Université de Haute-Alsace coachée par Xavier Demuth (avec laquelle il termine champion de France), Youssef Adnane, repéré par Albert Rust, l'entraîneur du club breton, signe son premier contrat professionnel avec le Stade brestois 29 à l'été 2005. N'y ayant que peu de temps de jeu, il est prêté une première fois à Châtellerault. Malgré une blessure qui l'éloigne des terrains 3 mois, il marque 4 buts en 14 matchs.
Après six mois dans la Vienne, il revient à Brest. Malheureusement, l'entraîneur a changé et Thierry Goudet ne le fait pas jouer. Youssef ne fait pas de vague et continue à s'entraîner normalement. En janvier 2007, il trouve un compromis avec les dirigeants brestois et s'engage pour 6 mois à Cherbourg. Il fait les beaux jours du club de la Manche, inscrivant 14 buts en 18 matches lors de la fin de saison 2006-07.
Le 1er juin 2007, il signe un contrat de trois ans avec le SM Caen, fraîchement promu en Ligue 1, qui le prête pour une saison à Cherbourg. Avec 20 buts en 32 matches lors de la saison 2007-08, il confirme sa bonne demi-saison précédente et termine meilleur buteur du National. L'AS Cherbourg termine 4e de National et échoue de 2 points pour la montée en Ligue 2.
De retour de prêt, il fait ses débuts en Ligue 1 avec le Stade Malherbe, mais ne parvient pas à s'imposer, barré par Steve Savidan et les compositions à un seul attaquant du club normand.
À la suite de la relégation du club, il signe un contrat de trois ans au SCO d'Angers, encouragé par son coéquipier à Caen et ancien angevin Fahid Ben Khalfallah. Mais le poste d'attaquant de pointe est occupé par un Anthony Modeste très en réussite. Youssef Adnane doit se contenter du poste d'attaquant de soutien. Ses performances s'en ressentent et il perd la confiance du public et de son entraîneur Jean-Louis Garcia. 
Début janvier 2010, il est prêté à Évian Thonon Gaillard Football Club, en National, où il est finalement transféré en fin de saison. Il suit la progression du club savoyard. Il inscrit son premier but en Ligue 1, le 7 novembre 2012, contre le FC Sochaux. À l'issue de la saison 2012-2013, il est laissé libre par le club savoyard.
Le 14 août 2013, il signe un contrat de deux ans avec le Tours FC pensionnaire de Ligue 2.
Après 61 matchs et 18 buts sous le maillot tourangeau, Youssef Adnane signe le 30 janvier 2015 au Stade brestois 29 pour un contrat de deux ans et demi et 300 000 € d'indemnités de transfert. Lors de sa troisième titularisation sous le maillot brestois, il inscrit un doublé, ses premiers buts à la suite de son retour en Finistère, face au Nîmes Olympique.
Il arrête sa carrière en 2017 après un dernier contrat en Thaïlande.

### Reconversion
De 2019 à 2021, il est entraîneur adjoint à l'ASM Belfort. En 2021 il signe au FC Mulhouse, son club formateur, en National 3, toujours comme adjoint, auprès d'Eric Descombes. En décembre 2021, il est nommé entraîneur principal tandis que Descombes devient directeur sportif. Il est limogé en février 2022 après seulement trois matchs.
Lors de la saison 2022-2023, il suit au CNF Clairefontaine la formation au DESJEPS mention football.

## Palmarès

### En club
- Évian TGFC
  - Championnat de France de Ligue 2 : 
    - Vainqueur : 2011.

  - Championnat de France de National :
    - Vainqueur : 2010.

### Distinction individuelle
- 2008 : Meilleur buteur de National avec 20 buts en  32 matchs.

## Statistiques
| Saison                | Club                            | Championnat           | Championnat | Championnat | Coupe nationale | Coupe nationale | Coupe de la Ligue | Coupe de la Ligue | Total | Total |
| Saison                | Club                            | Division              | M.          | B.          | M.              | B.              | M.                | B.                | M.    | B.    |
| 2003-2004             | FC Mulhouse                     | CFA                   | 2           | 0           | -               | -               | -                 | -                 | 2     | 0     |
| 2004-2005             | FC Mulhouse                     | CFA2                  | -           | -           | 1               | 0               | -                 | -                 | 1     | 0     |
| Sous-total            | Sous-total                      | Sous-total            | 2           | 0           | 1               | 0               | -                 | -                 | 3     | 0     |
| 2005-2006             | Stade brestois                  | Ligue 2               | 4           | 0           | -               | -               | 1                 | 0                 | 5     | 0     |
| 2005-2006             | SO Châtellerault (prêt)         | National              | 14          | 4           | -               | -               | -                 | -                 | 14    | 4     |
| Sous-total            | Sous-total                      | Sous-total            | 14          | 4           | -               | -               | -                 | -                 | 14    | 4     |
| 2006-2007             | Stade brestois                  | Ligue 2               | 3           | 0           | -               | -               | -                 | -                 | 3     | 0     |
| Sous-total            | Sous-total                      | Sous-total            | 7           | 0           | -               | -               | 1                 | 0                 | 8     | 0     |
| 2006-2007             | AS Cherbourg (prêt)             | National              | 18          | 14          | -               | -               | -                 | -                 | 18    | 14    |
| 2007-2008             | AS Cherbourg (prêt)             | National              | 32          | 20          | 2               | 3               | -                 | -                 | 34    | 23    |
| Sous-total            | Sous-total                      | Sous-total            | 50          | 34          | 2               | 3               | -                 | -                 | 52    | 37    |
| 2008-2009             | SM Caen                         | Ligue 1               | 14          | 0           | 2               | 1               | 1                 | 0                 | 17    | 1     |
| Sous-total            | Sous-total                      | Sous-total            | 14          | 0           | 2               | 1               | 1                 | 0                 | 17    | 1     |
| 2009-2010             | Angers SCO                      | Ligue 2               | 12          | 1           | 1               | 0               | 1                 | 0                 | 14    | 1     |
| Sous-total            | Sous-total                      | Sous-total            | 12          | 1           | 1               | 0               | 1                 | 0                 | 14    | 1     |
| 2009-2010             | Évian Thonon Gaillard FC (prêt) | National              | 18          | 10          | -               | -               | -                 | -                 | 18    | 10    |
| 2010-2011             | Évian Thonon Gaillard FC        | Ligue 2               | 35          | 9           | 3               | 0               | 2                 | 1                 | 40    | 10    |
| 2011-2012             | Évian Thonon Gaillard FC        | Ligue 1               | 9           | 0           | 1               | 0               | 1                 | 0                 | 11    | 0     |
| 2012-2013             | Évian Thonon Gaillard FC        | Ligue 1               | 18          | 2           | 3               | 1               | -                 | -                 | 21    | 3     |
| Sous-total            | Sous-total                      | Sous-total            | 80          | 22          | 7               | 0               | 3                 | 0                 | 90    | 22    |
| 2013-2014             | Tours FC                        | Ligue 2               | 34          | 5           | 1               | 0               | 3                 | 2                 | 38    | 7     |
| 2014-2015             | Tours FC                        | Ligue 2               | 19          | 8           | 3               | 2               | 1                 | 1                 | 23    | 11    |
| Sous-total            | Sous-total                      | Sous-total            | 53          | 12          | 4               | 2               | 4                 | 3                 | 61    | 17    |
| 2014-2015             | Stade brestois                  | Ligue 2               | 15          | 5           | 2               | 0               | -                 | -                 | 17    | 5     |
| 2015-2016             | Stade brestois                  | Ligue 2               | 28          | 10          | -               | -               | 1                 | 0                 | 29    | 10    |
| 2016-2017             | Stade brestois                  | Ligue 2               | -           | -           | -               | -               | -                 | -                 | 0     | 0     |
| Sous-total            | Sous-total                      | Sous-total            | 43          | 15          | 2               | 0               | 1                 | 0                 | 46    | 15    |
| 2017                  | Nakhon Pathom United            | Thai League           | 0           | 0           | -               | -               | 0                 | 0                 | 0     | 0     |
| Total sur la carrière | Total sur la carrière           | Total sur la carrière | 259         | 84          | 19              | 7               | 11                | 4                 | 289   | 95    |